# Audiometrie

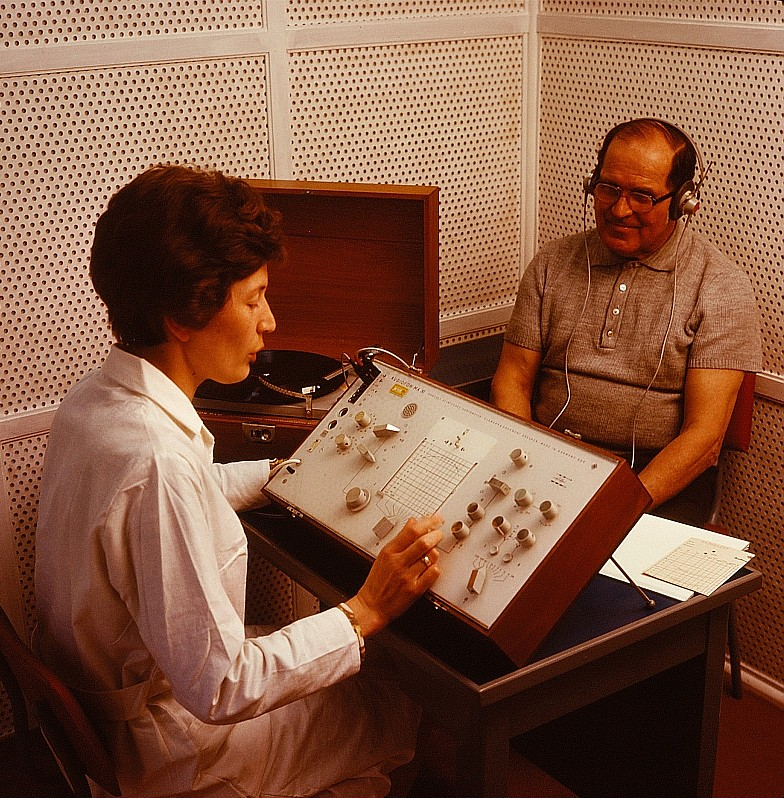
Höruntersuchung eines Patienten in einer Messkabine einer HNO-Klinik (Dresden 1975)

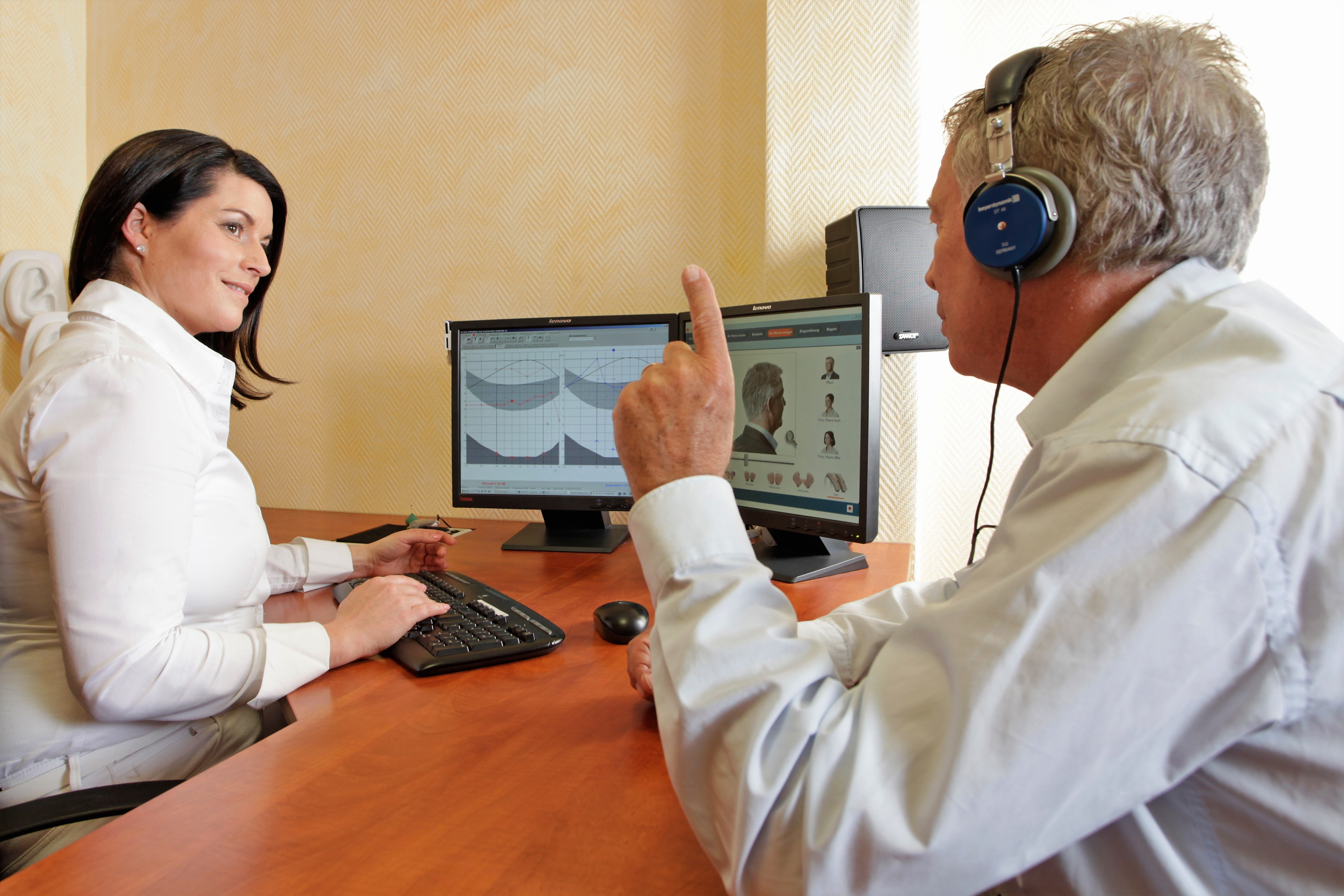
Hörakustikerin bei Durchführung eines Hörtests an einem Kunden, 2015

Mit Audiometrie werden Verfahren bezeichnet, die Eigenschaften und Parameter des Gehörs vermessen. Sie dienen der Diagnose der Hörleistung und Erkrankungen der Hörorgane und zur Erforschung dieser Organe. Die Audiometrie ist Teilgebiet der Audiologie und damit der Hals-Nasen-Ohrenheilkunde. Die Audiometrie bedient sich auch bestimmter Techniken der Neurologie und liefert für diese oft wichtige Informationen. 
Man unterscheidet subjektive und objektive audiometrische Verfahren. Erstere bedürfen der Mithilfe der Person, deren Gehör untersucht werden soll. Letztere kommen ohne diese Mithilfe aus. 

## Subjektive Verfahren
- Stimmgabelprüfungen:
  - Weber-Test
  - Rinne-Test
  - Gellé-Versuch
  - Bing-Test
  - Schwabach-Test
- Hörweitenprüfung (Sprachabstandsprüfung) für Umgangs- und Flüstersprache
- Tonaudiogramm
- Audiogramm der Unbehaglichkeitsschwelle
- Sprachaudiometrie
- Békésy-Audiometrie
- Carhart-Test (Schwellenschwundtest, threshold tone decay test)
- Überschwellige Audiometrie:
  - Fowler-Test
  - Lüscher-Test
  - SISI-Test
- Geräuschaudiometrie nach Langenbeck
- Simulations- und Aggravationstests:
  - Stenger-Test
  - Lombard-Versuch
  - Lee-Test (Sprachverzögerungstest)
- Freifeldaudiometrie:
  - Döring-Test
  - Oldenburger Satztest

## Objektive Verfahren
- Impedanzmessung
  - Tympanometrie
  - Stapediusreflexschwellenmessung
- Messung der otoakustischen Emissionen (OAE)
  - TEOAE-Messung (Transitorisch evozierte otoakustische Emissionen)
  - DPOAE-Messung (Distorsionsproduzierte otoakustische Emissionen)
- Elektrische Reaktionsaudiometrie Hirnstammaudiometrie
  - ECochG (Elektrocochleographie)
  - FAEP-Messung (Frühe akustisch evozierte Potentiale, Hirnstammaudiometrie; siehe auch allgemein: Evozierte Potentiale)
  - Messung stationärer auditorisch evozierter Potentiale

## Anzeichen für eine erforderliche Audiometrie
Es gibt verschiedene Anzeichen, anhand derer das Erfordernis einer Untersuchung des Gehörs deutlich wird. Diese können sowohl durch außenstehende Personen als auch die Betroffenen selbst erkannt werden. Dazu zählen vor allem folgende Situationen: 
- die betroffene Person erhöht neuerdings die Lautstärke des Fernsehers oder Radios bei ansonsten gleichbleibender Geräuschkulisse
- leise geführte Gespräche können akustisch nicht vollständig erfasst werden
- bei lauten Umgebungsgeräuschen kann Unterhaltungen nicht (mehr) gefolgt werden
- Männerstimmen werden besser verstanden als Frauenstimmen
- Gesprächspartner werden häufig(er) darum gebeten, ihren Satz zu wiederholen

Wenn einer oder mehrere dieser Punkte zutreffen, ist eine ärztliche Untersuchung empfehlenswert, damit eine Behandlung erfolgen kann.